# Carmen Mola
Carmen Mola ist das Pseudonym eines spanischen Autorentrios.

## Werk und Hintergrund
Der Verlag Alfaguara, der zu Penguin Random House gehört, veröffentlichte 2018 den Kriminalroman La novia gitana, nannte als Verfasserin Carmen Mola und hielt sich hinsichtlich der Identität der Autorin bedeckt. Der mit grausamen Szenen gespickte Roman erwies sich als Bestseller. In den Jahren 2019 und 2020 erschienen zwei weitere, ebenso erfolgreiche Kriminalromane mit derselben Protagonistin, Polizeiinspektorin Elena Blanco. Seitens der Literaturagentur und in der Werbung wurde die Autorin Mola mit der italienischen Bestsellerautorin Elena Ferrante verglichen, die ebenfalls anonym publiziert. Carmen Mola kommunizierte nur per E-Mail und gab vor, eine Frau zu sein, die Gründe habe, ihre Identität zu verschweigen. Es wurde kolportiert, dass sie eine Hochschullehrerin für Mathematik sei, drei Kinder habe und nachmittags in ihrer Freizeit an den Romanen schreibe. Für das Jahr 2022 ist ein weiterer Roman der Serie angekündigt.
Als Wettbewerbsbeitrag zum spanischen Literaturpreis Premio Planeta 2021 reichte Carmen Mola ein Manuskript mit dem Kriminalroman La bestia ein, der während der Cholera-Pandemie 1834 spielt. Bei dem Preis erfolgen die Einreichungen anonym, und die Autorschaft wird erst nach der Preisfeststellung bekanntgegeben. Der Roman der Autorin Carmen Mola erhielt den mit 1.000.000 Euro dotierten Preis, der damit das Preisgeld des Literaturnobelpreises übertrifft. Bei der öffentlichen Preisübergabe erschien ein Autorentrio aus den als Fernsehskriptschreibern tätigen Schriftstellern Jorge Díaz, Agustín Martínez und Antonio Mercero. Sie hatten sich zusammengetan, die Krimiserie mit der Autorin Carmen Mola erfunden und den Wettbewerbsbeitrag für den Premio Planeta geschrieben. Der Name sei ihnen spontan eingefallen und bedeutet auf Deutsch „Carmen gefällt“.
Gemäß den Wettbewerbsbedingungen ist der Roman La bestia 2022 beim Verlagsunternehmen Planeta erschienen.

## Werke
- La novia gitana. Alfaguara, 2018, ISBN 978-84-204-3318-9
  - Gypsy. Er will sie sterben sehen. Thriller. Übersetzung Sybille Martin. München : Penguin, 2019
- La red púrpura. Alfaguara, 2019, ISBN 978-84-204-3557-2
- La nena. Alfaguara, 2020, ISBN 978-84-663-5802-6
- angekündigt Las madres für 2022
- angekündigt La bestia für 2022